# Maihuenia poeppigii
Maihuenia poeppigii (tại Chile có tên maihuén) là một loài thực vật có hoa trong họ Cactaceae. Loài này được (Otto ex Pfeiff.) F.A.C.Weber mô tả khoa học đầu tiên năm 1898.

## Hình ảnh

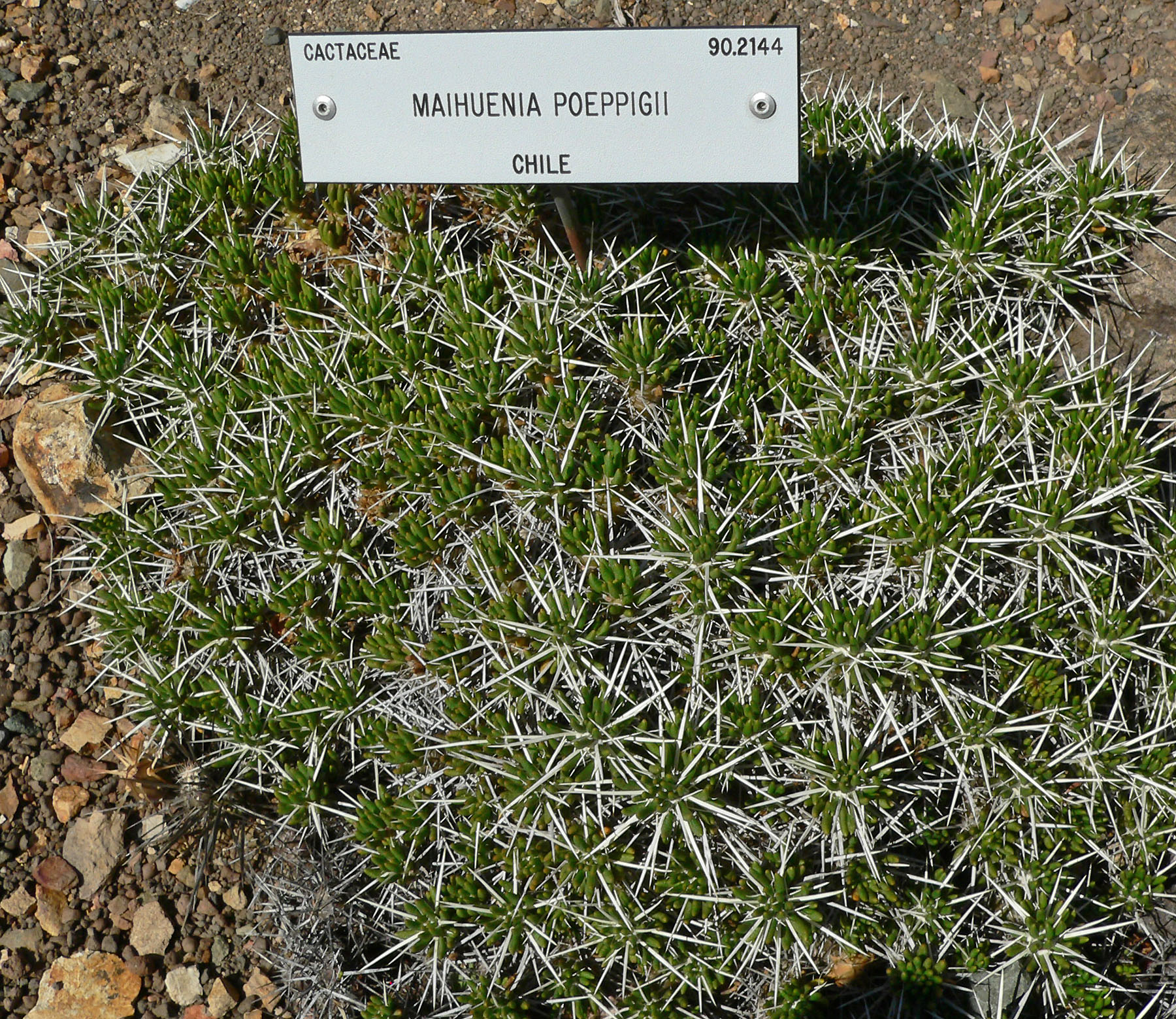
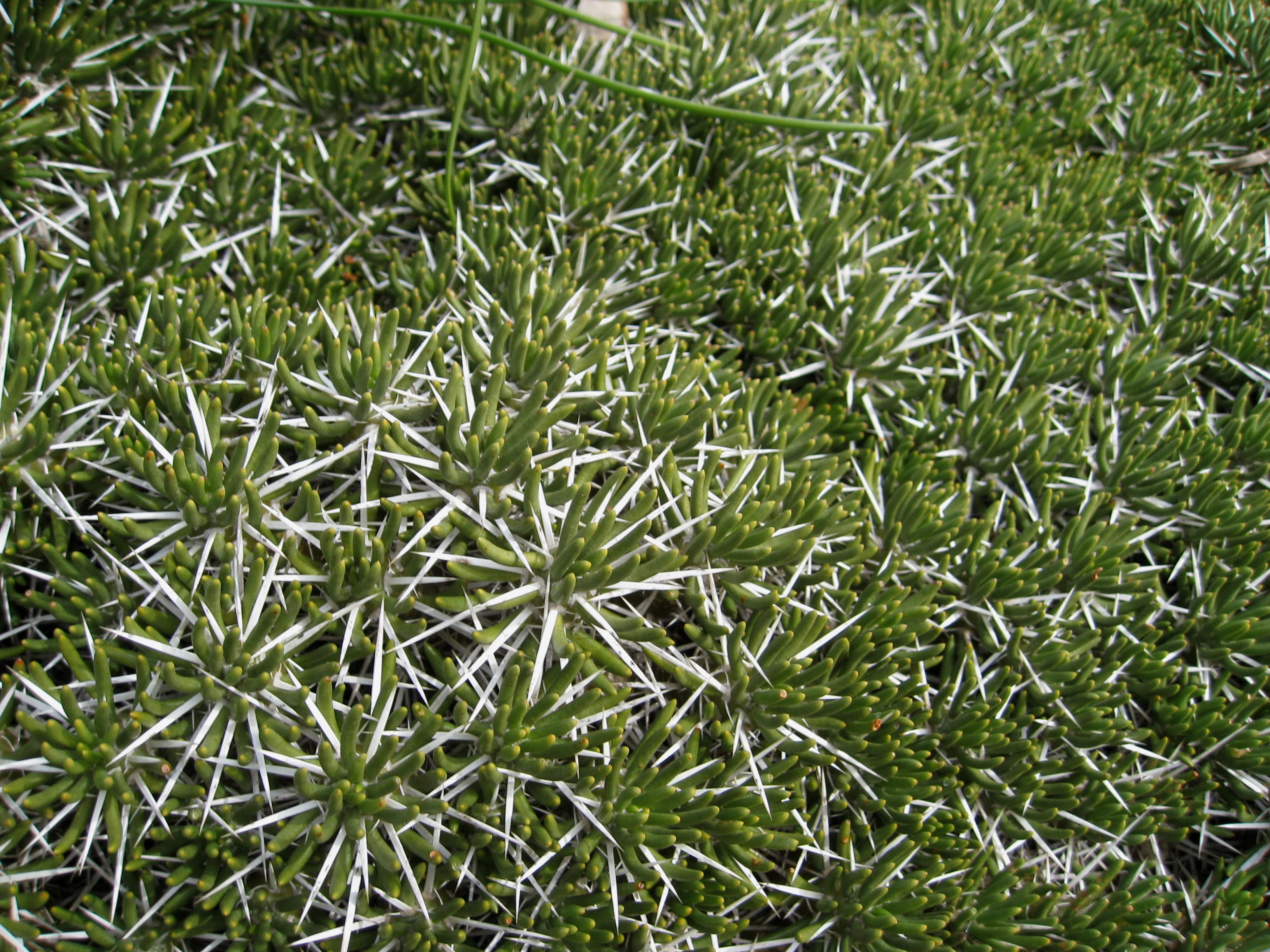
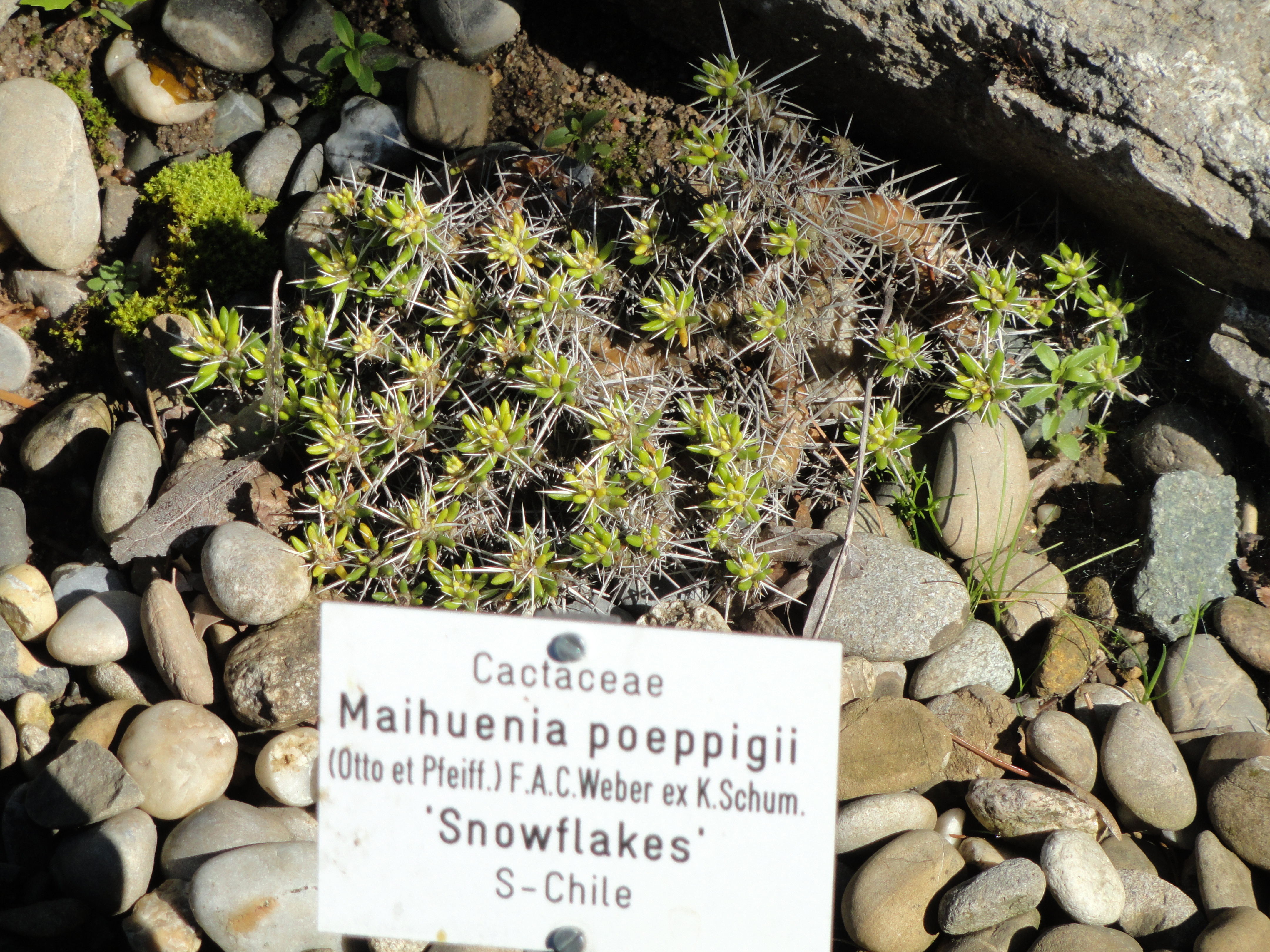
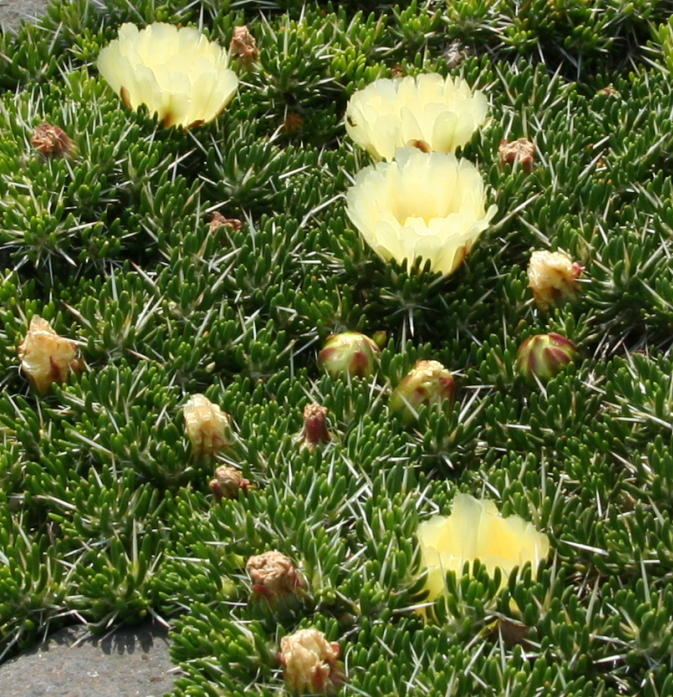